# 树线雪场
树线雪场（英語：Timberline Lodge ski area），或称树线滑雪场，是一个位于美国西北部俄勒冈州的滑雪场，坐落于喀斯喀特山脉的南段的胡德山南面。雪场起点的海拔高度为4,850（15,910英尺），最高点为8,540（28,020英尺）。